# 5951 Alicemonet
5951 Alicemonet (1986 TZ1) là một tiểu hành tinh vành đai chính được phát hiện ngày 7 tháng 10 năm 1986 bởi Edward L. G. Bowell ở Flagstaff. Nó được đặt theo tên Alice Kay Monet (née Babcock), nhà thiên văn học người Mỹ.